# Kyselina xylonová
Kyselina xylonová je cukerná kyselina (konkrétně aldonová kyselina), kterou lze získat oxidací aldehydové skupiny xylózy na karboxylovou skupinu.